# List Filipským

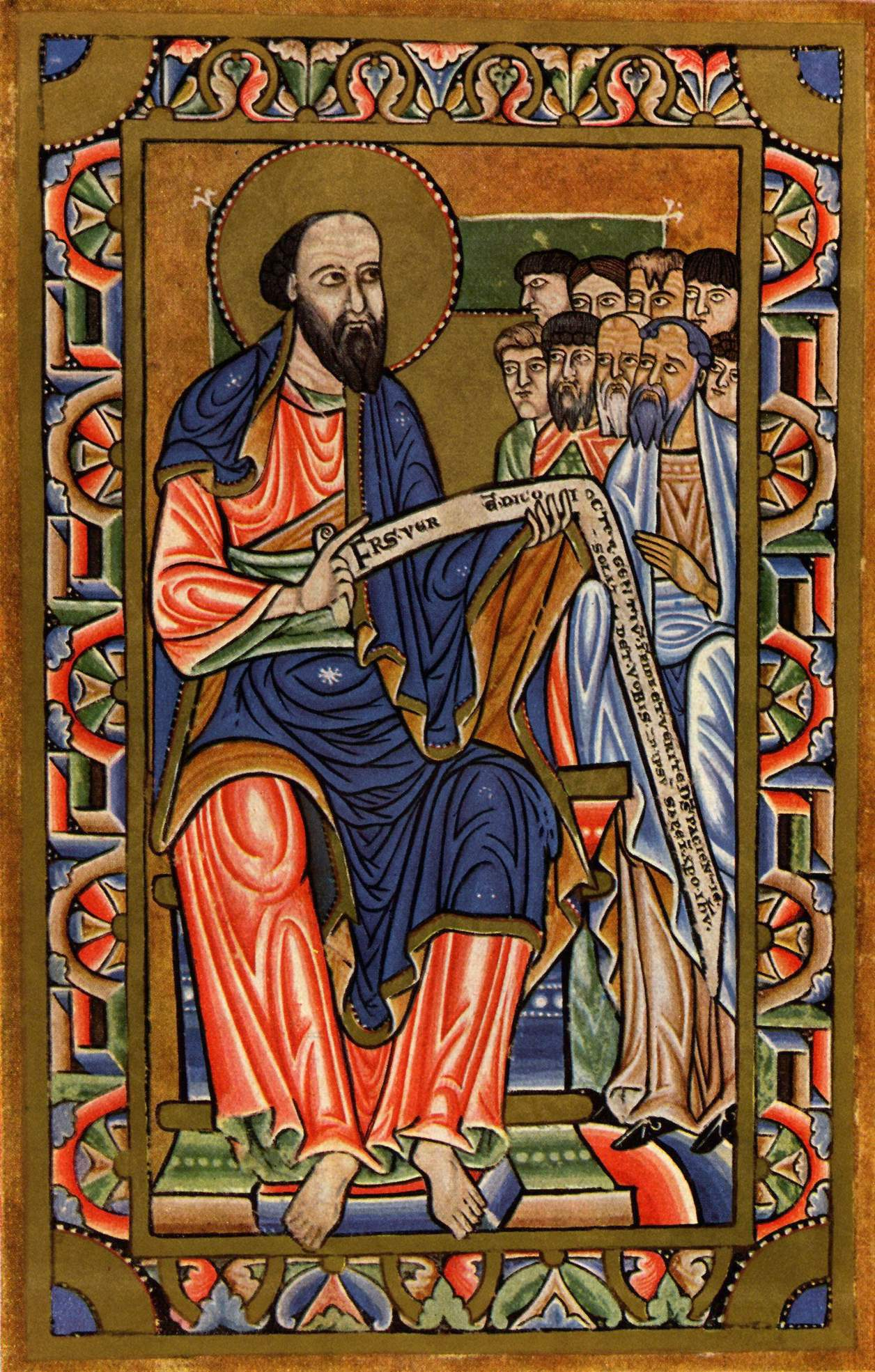
Sv. Pavel. Miniatura z 12. stol., Halberstadt

List Filipským (zkratka Fp) je součást Nového zákona, jeden z listů apoštola Pavla. Byl napsán řecky, patrně roku 62 ve vězení v Římě, současně s Listy Koloským, Efezským a Filemonovi. O autorství listu se nikdy nepochybovalo.
Filippi (dnešní Filippoi blízko Kavaly) bylo město v severní (řecké) Makedonii, asi 150 km severovýchodně od Thessaloniki. Zdejší křesťanská obec, kterou Pavel založil, byla jednou z prvních na evropské půdě.
List je psán osobním a vřelým stylem, protože Pavel měl s církví ve Filippách dobrou zkušenost a dobré vztahy. Opakovaně zdůrazňuje, že vzhledem k jejich přátelství může od Filipských přijmout i dary, v čemž byl jinak spíše obezřetný. Pavel je sice ve vězení, jeho činnost to však nijak neomezuje a naopak jí prospívá. Filipskou obec nabádá k odvaze, statečnost a jednotě. Varuje před těmi, kdo by chtěli křesťanství vázat na dodržování Mojžíšova zákona a sděluje Filipským své nejbližší plány.
Významná je veršovaná pasáž listu o Kristově dobrovolném ponížení (kenósis, Fp 2, 6-7), které je zdrojem křesťanské radosti a naděje.

## Citáty
| „          | Způsobem bytí byl roven Bohu, a přece na své rovnosti nelpěl, nýbrž sám sebe zmařil, vzal na sebe způsob služebníka, stal se jedním z lidí. | “ |
| — Fp 2,6-7 | |   |

| „          | Radujte se v Pánu vždycky, znovu říkám, radujte se! Vaše mírnost ať je známa všem lidem, Pán je blízko. Netrapte se žádnou starostí, ale v každé modlitbě a prosbě děkujte a předkládejte své žádosti Bohu. A pokoj Boží, převyšující každé pomyšlení, bude střežit vaše srdce i mysl v Kristu Ježíši. | “ |
| — Fp 4,4-7 | |   |